# Freetown
Freetown é a capital e maior cidade da Serra Leoa. A cidade tem cerca de 1 070 200 habitantes, e é um importante porto na costa do Oceano Atlântico, situando-se no fim de uma península entre o oceano e a baía de Tangrin.
A economia de Freetown está fortemente concentrada na zona portuária, e o porto da cidade dá vazão à maioria das exportações do país. As indústrias locais incluem a pesca, o cultivo de arroz, o refinamento de petróleo e a produção de cigarros.
Os descendentes de escravos livres, chamados de crioulos, são o grupo étnico local majoritário e detém forte influência nos destinos políticos da cidade, embora sejam minoria em relação ao resto do país.

## Etimologia

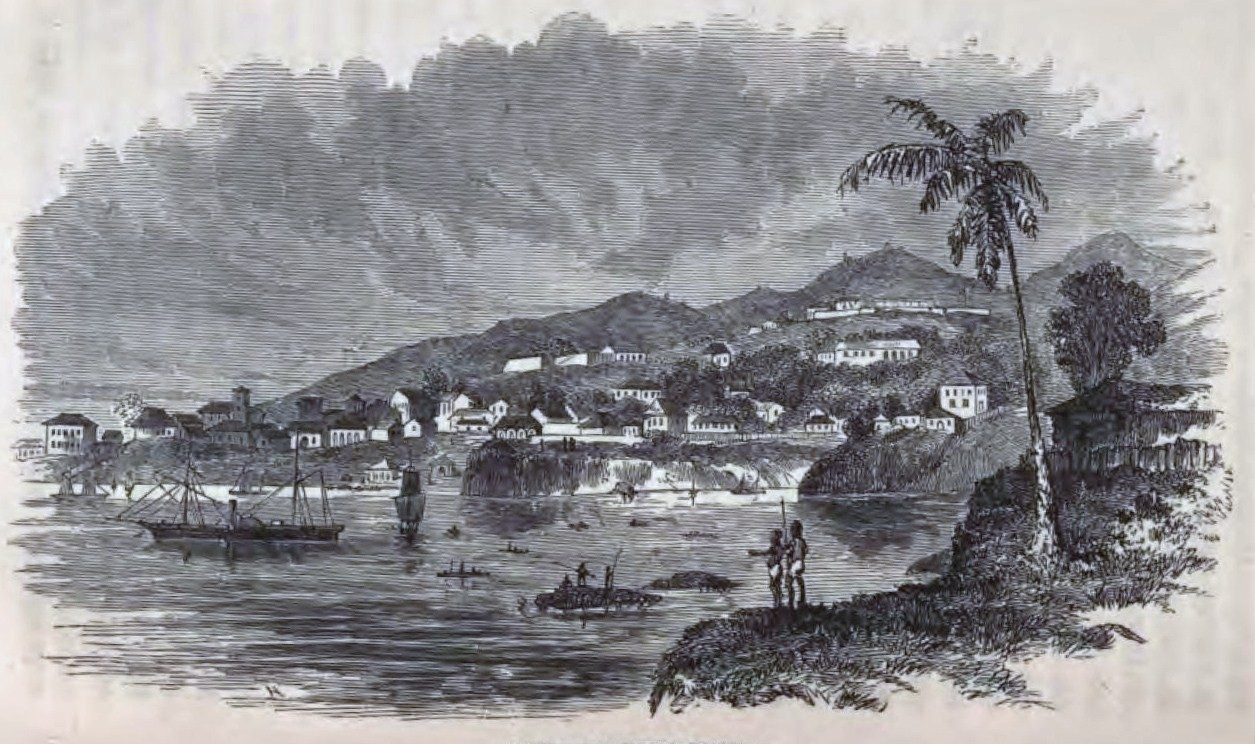
Aspecto de Freetown, em 1856.

O primeiro nome da área de Freetown foi "Granville Town", entre 1787 e 1789, quando a localidade foi incendiada. Em 1792 outra leva de colonos tenta erguer novamente a localidade destruída, dando-lhe o nome de "Freetown" (Cidade Livre ou Liberópolis) após um culto de ação de graças realizado sob a Algodoeira (Cotton Tree), a árvore marco e símbolo da cidade. O termo "Freetown" — Cidade Livre — vinha da esperança de liberdade e recomeço dos primeiros habitantes da localidade, majoritariamente escravos britânicos libertos.

## História
A área onde hoje fica Freetown foi ocupada pela primeira vez em 1787 por 400 escravos libertos e negros americanos livres enviados pela Grã-Bretanha e vindos do Canadá e da Jamaica, sob os auspícios do abolicionista britânico Granville Sharp.
A região abrigou um entreposto comercial e um mercado de escravos até que ambos foram queimados por tribos locais em 1790. O entreposto foi restabelecido no ano seguinte e, em 1792, Freetown foi oficialmente fundada pelo tenente John Clarkson e por escravos livres vindos da Nova Escócia. A cidade quase sucumbiu após uma pilhagem francesa em 1794 e sofreu forte ataque por parte dos habitantes nativos em 1800.
De 1808 a 1874 a cidade serviu como capital para a África Ocidental Britânica, e durante esse período houve forte expansão populacional, principalmente após o fim da escravidão nos Estados Unidos, já que muitos ex-escravos mudaram-se daquele país para a Serra Leoa e para sua vizinha Libéria.

### Século XX

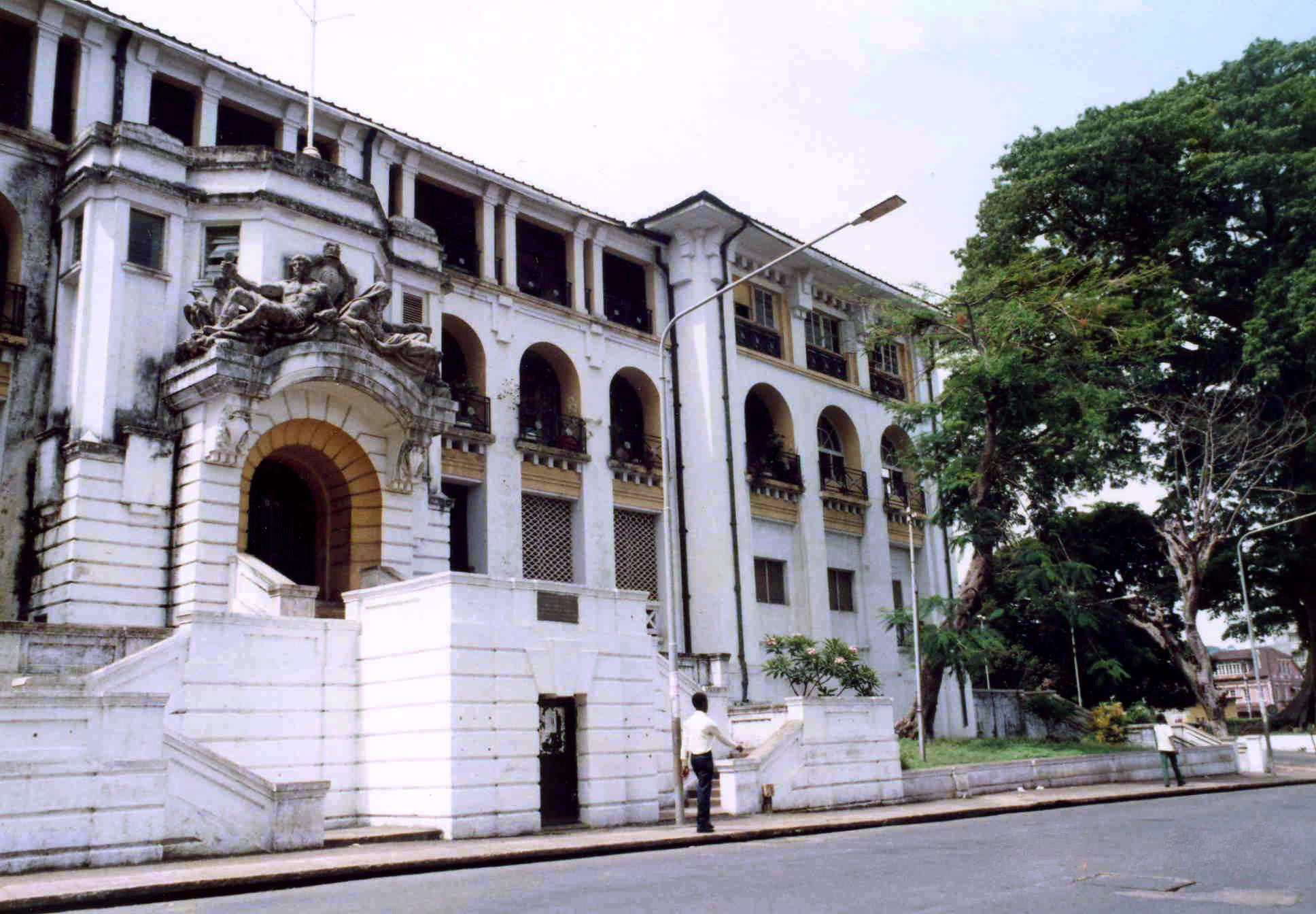
O edifício da Suprema Corte da Serra Leoa, em 1984.

Durante a Primeira Guerra Mundial, Freetown tornou-se uma base de operações das forças britânicas no Atlântico. Navios de guerra entravam no porto para reabastecer e navios mercantes alemães capturados na região também eram enviados para lá.
Durante a Segunda Guerra Mundial, a Grã-Bretanha manteve uma base naval em Freetown. A base era um posto de reabastecimento para o tráfego aliado no Atlântico Sul e o ponto de reunião da frota naval da Grã-Bretanha na África. Uma base da Força Aérea Real (RAF) foi mantida no Aeródromo de Lungi, nas proximidades. Os caças britânicos que chegavam por navios ao porto de Freetown eram transportados no Caminho de Ferro Freetown—Pendembu e depois pelo Ramal de Bauya até Makeni para serem montados e depois transportados para o Egito.
Durante a década de 1990 a cidade esteve envolvida em confrontos armados violentos, como parte da Guerra Civil de Serra Leoa. Em 1998 as tropas da Comunidade Económica dos Estados da África Ocidental (CEDEAO) tomaram a cidade para restaurar no poder o presidente Ahmad Tejan Kabbah. Quase de seguida a cidade foi sitiada e atacada durante o Cerco de Freetown pela Frente Revolucionária Unida, embora sem êxito.

### Século XXI
Na madrugada de 14 de agosto de 2017, depois de muita chuva, parte do Monte Pão de Açúcar na orla de Freetown desabou em um enorme deslizamento que soterrou mais de 300 pessoas no distrito suburbano de Regent. O desmatamento foi apontado como principal fator que levou ao deslizamento de terra.
Em 5 de novembro de 2021, um caminhão-tanque de combustível colidiu com outro caminhão em Freetown, resultando em uma explosão que matou pelo menos 99 e feriu cerca de 100.

## Geografia
Freetown está localizada na ponta noroeste da Península de Freetown, uma faixa de terra que se projeta para dentro do Oceano Atlântico. Seu litoral leste e norte são banhados pela baía de Tangrin, que recebe as águas do delta do rio Serra Leoa, e seu litoral oeste é banhado pelo Atlântico.
A paisagem do seu entorno é caracterizada por colinas com floresta tropical que se estendem até as praias estuarinas e litorâneas. Em 2010, a maior parte da área da Península foi elevada ao estatuto de proteção como Parque Nacional Peninsular da Zona Oeste, de forma a garantir a preservação das florestas existentes. Manguezais e pântanos são comuns na parte sul da península e nos estuários.

### Clima
Toda a Serra Leoa tem clima tropical, incluindo a capital. O período das chuvas vai de maio a novembro, e o período de seca estende-se de dezembro a abril. O início e o fim da estação chuvosa são caracterizados por fortes tempestades. Sob a Classificação climática de Köppen-Geiger, Freetown tem um clima tropical de monções. Entre novembro e fevereiro a alta umidade da cidade cai por causa dos ventos Harmattan. As médias de temperatura em Freetown são de 23 °C  a 31 °C.
| Dados climatológicos para Freetown                                        | Dados climatológicos para Freetown | Dados climatológicos para Freetown | Dados climatológicos para Freetown | Dados climatológicos para Freetown | Dados climatológicos para Freetown | Dados climatológicos para Freetown | Dados climatológicos para Freetown | Dados climatológicos para Freetown | Dados climatológicos para Freetown | Dados climatológicos para Freetown | Dados climatológicos para Freetown | Dados climatológicos para Freetown | Dados climatológicos para Freetown |
| Mês                                                                       | Jan                                | Fev                                | Mar                                | Abr                                | Mai                                | Jun                                | Jul                                | Ago                                | Set                                | Out                                | Nov                                | Dez                                | Ano                                |
| ------------------------------------------------------------------------- | ---------------------------------- | ---------------------------------- | ---------------------------------- | ---------------------------------- | ---------------------------------- | ---------------------------------- | ---------------------------------- | ---------------------------------- | ---------------------------------- | ---------------------------------- | ---------------------------------- | ---------------------------------- | ---------------------------------- |
| Temperatura máxima recorde (°C)                                           | 36                                 | 38                                 | 40                                 | 38                                 | 41                                 | 37                                 | 40                                 | 40                                 | 31                                 | 40                                 | 40                                 | 40                                 | 41                                 |
| Temperatura máxima média (°C)                                             | 29,9                               | 30,3                               | 30,9                               | 31,2                               | 30,9                               | 30,1                               | 28,7                               | 28,4                               | 29                                 | 29,9                               | 30,1                               | 29,7                               | 29,9                               |
| Temperatura mínima média (°C)                                             | 23,8                               | 24                                 | 24,4                               | 24,8                               | 24,4                               | 23,6                               | 23,1                               | 23                                 | 23,1                               | 23,4                               | 24                                 | 24,1                               | 23,8                               |
| Temperatura mínima recorde (°C)                                           | 17                                 | 18                                 | 21                                 | 20                                 | 21                                 | 20                                 | 20                                 | 21                                 | 20                                 | 21                                 | 21                                 | 18                                 | 17                                 |
| Chuva (mm)                                                                | 3,4                                | 3,6                                | 12,5                               | 46,9                               | 177,2                              | 323                                | 734,3                              | 791,1                              | 484,1                              | 265,8                              | 87,5                               | 15,9                               | 2 945,3                            |
| Dias com chuva (≥ 1 mm)                                                   | 0                                  | 0                                  | 1                                  | 4                                  | 15                                 | 22                                 | 27                                 | 27                                 | 24                                 | 21                                 | 9                                  | 2                                  | 152                                |
| Insolação (h)                                                             | 226,3                              | 217,5                              | 232,5                              | 207                                | 189,1                              | 153                                | 102,3                              | 86,8                               | 126                                | 186                                | 204,6                              | 161,2                              | 2 092,3                            |
| Fonte: Observatório de Hong Kong e Weatherbase (recordes de temperatura). |                                    |                                    |                                    |                                    |                                    |                                    |                                    |                                    |                                    |                                    |                                    |                                    |                                    |

### Demografia

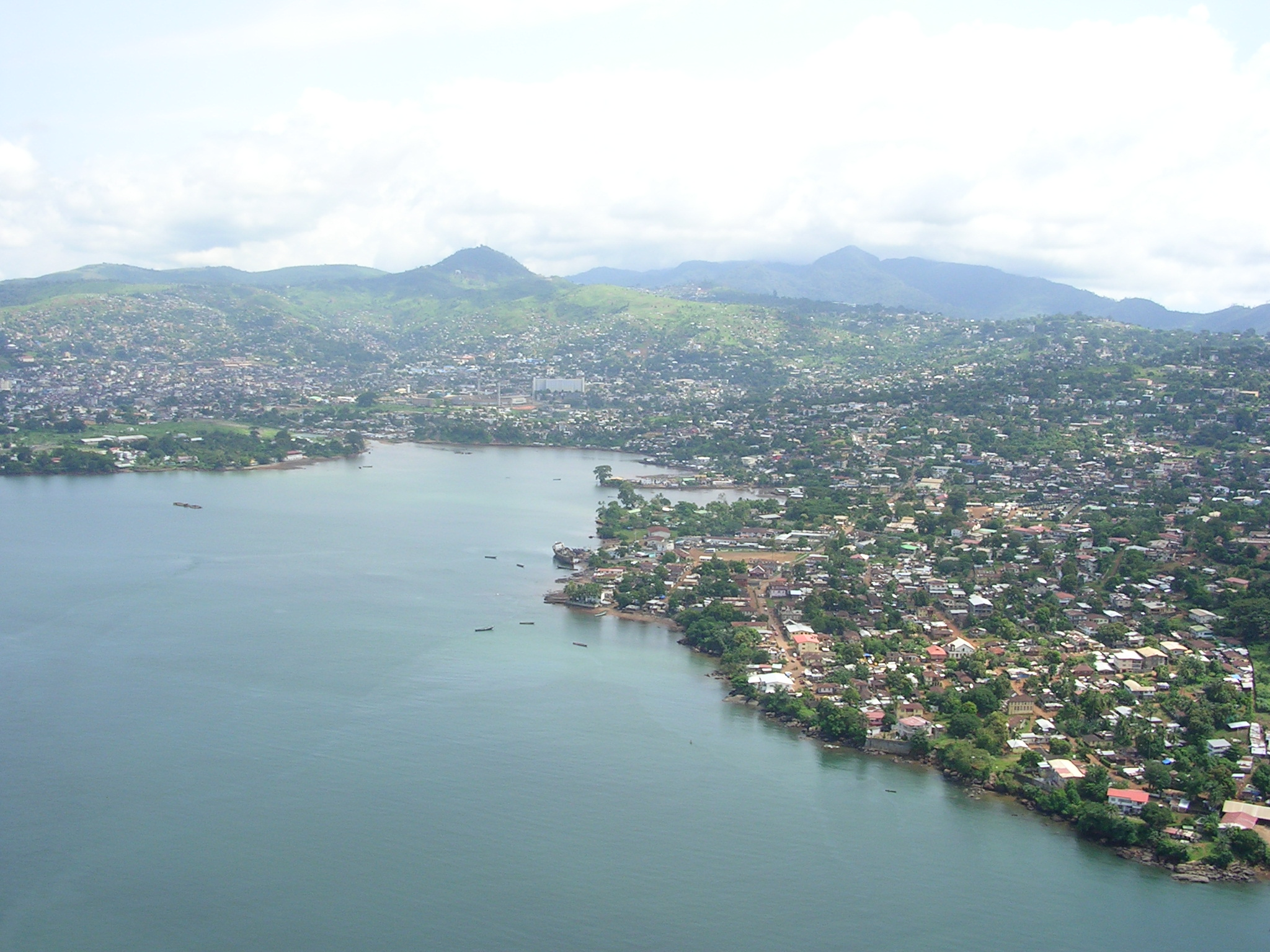
Vista aérea de Freetown, em 2004.

A cidade tem cerca de 16,1% da população total da Serra Leoa, o que corresponde a 1 070 200 habitantes.
Freetown abriga um número significante de grupos étnicos de diversos países, embora seja habitada, primeiramente, pelo povo crioulo de Serra Leoa (descendentes de americanos livres, afro-americanos e caribenhos) que constitui o maior grupo étnico da cidade, seguido dos timenés.
Como em praticamente todas as partes de Serra Leoa, a língua krio (uma língua nativa do povo crioulo, que corresponde a somente 5% da população do país) é, de longe, a mais amplamente difundida e a mais falada na cidade. O idioma é utilizado como primeira língua por 90% da população e como língua franca por toda a população da cidade.

### Religião
O cristianismo é a religião predominante em Freetown, abrangendo uma parcela de 55% da população, seguido pelo islã, com 40%. É a única cidade do país onde há mais cristãos que muçulmanos, graças principalmente ao seu grupo étnico majoritário, os crioulos, em sua maioria cristãos.
Com uma população majoritariamente cristã, a cidade tem vários locais de culto católicos, incluindo a portentosa Catedral do Sagrado Coração, que é administrada pela Arquidiocese de Freetown. Na fé protestante e reformada, os destaques são a Catedral de São Jorge (Anglicana) e a Igreja Maroon de São João (Metodista).A população que professa o islão tem como seu principal local de culto a Mesquita Cidade de Foulah.

## Política e governo
Freetown é regido por um conselho municipal, que é dirigido por um prefeito, por quem o poder executivo é exercido. O prefeito é responsável pela gestão geral da cidade e para a fiscalização e execução de todas as suas leis, e é eleito diretamente pelos residentes de Freetown.
A prefeita, desde 2018, é Yvonne Aki-Sawyerr, do partido Congresso de Todas as Pessoas (APC; All Peoples Congress).

## Economia

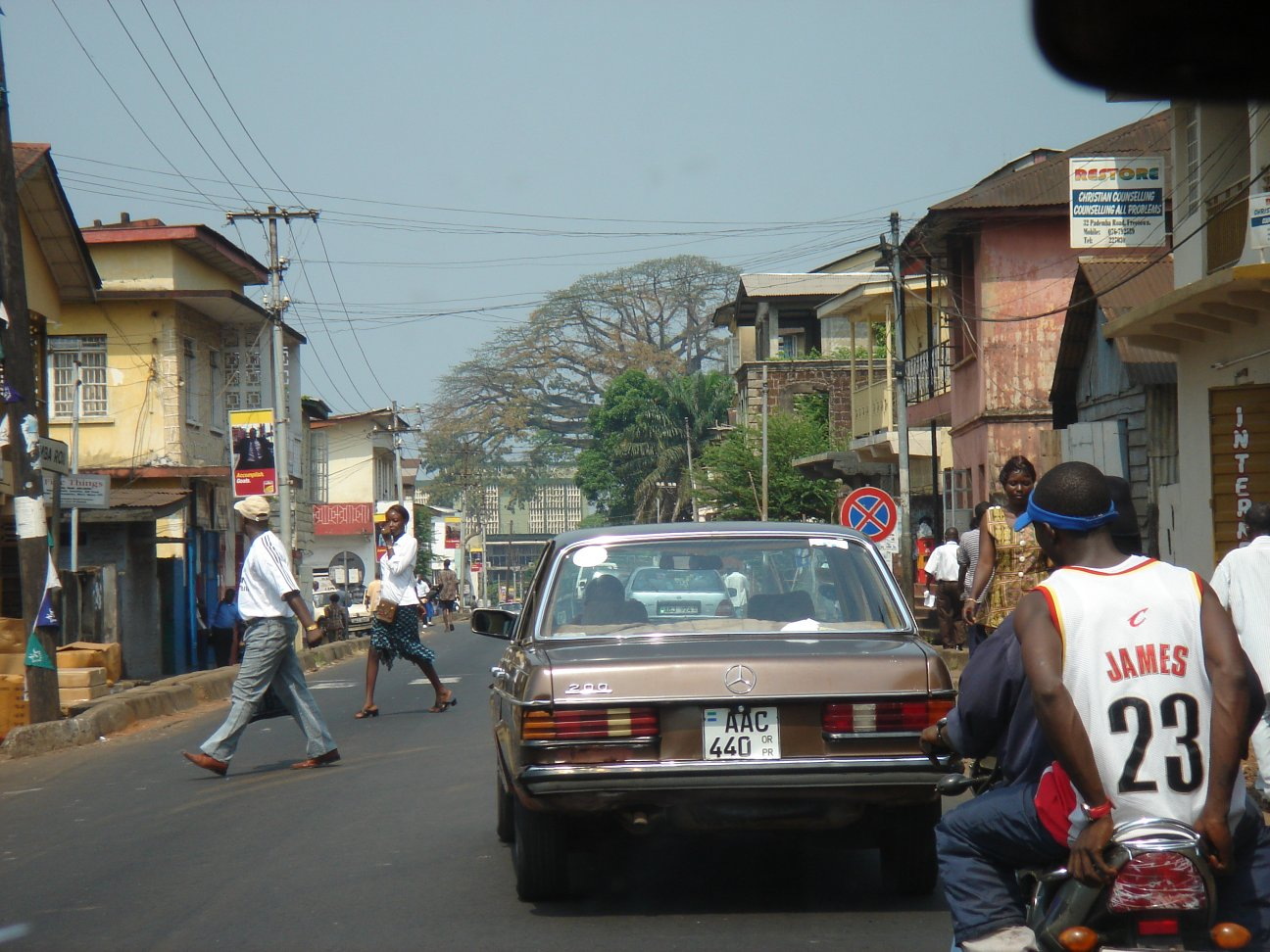
Avenida movimentada de Freetown, com a famosa Algodoeira ao fundo, no ano de 2005.

Freetown é o centro econômico e financeiro da Serra Leoa. A estação nacional de televisão e rádio do país, a Serra Leoa Broadcasting Services, está sediada principalmente em Freetown, embora ela também possua sedes regionais em outras cidades do país como Bo, Kenema, Koidu e Makeni.
Muitas das maiores empresas do país possuem suas sedes em Freetown, assim como a maioria das empresas internacionais. A economia da cidade gira em torno de seu grande porto natural, maior porto natural do continente africano. O cais Queen Elizabeth II é capaz de receber grandes navios e é responsável pelas principais exportações de Serra Leoa. As indústrias incluem o processamento de alimentos e bebidas, a embalagem de peixe, a moagem de arroz, o refino de petróleo, a lapidação de diamante, e as manufaturas de cigarros, tinta, sapatos e cerveja.

## Infraestrutura

### Educação
Em Freetown está localizada uma das duas principais universidades do país, a Fourah Bay College, a universidade mais antiga da África Ocidental, fundada em 1827.

### Saúde

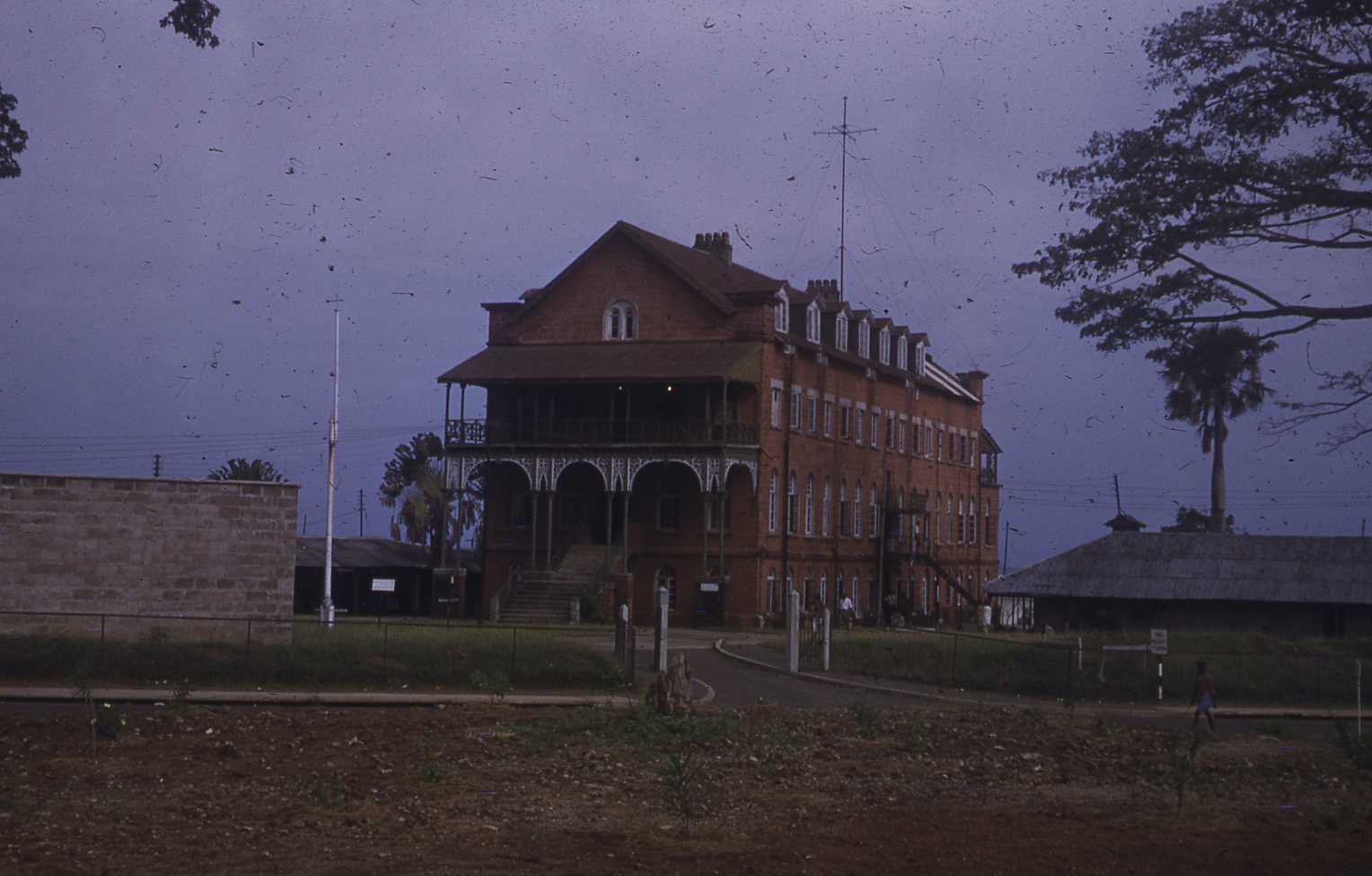
O velho edifício do Fourah Bay College, em data desconhecida.

A cidade é servida principalmente pelo Hospital Connaught (o mais antigo do país) e o Hospital-Maternidade Princesa Cristiano. Além destes, há uma vários pequenos hospitais e algumas clínicas médicas.

### Transportes
É ligada ao território nacional e aos países vizinhos pela Rodovia Dacar–Lagos, que permite acesso à Conacri (norte) e à Monróvia (sul). Na cidade, a rodovia utiliza-se dos serviços de balsa para transpor a baía de Tangrin. As balsas aportam no porto de Freetown, o maior e mais movimentado do país.
Na cidade está a estação terminal do Caminho de Ferro Freetown—Pendembu, que originalmente ligava a capital ao sudeste da nação, com término na cidade de Pendembu. Desde a privatização da rede ferroviária nacional em 1974, a ferrovia que percorria 366 km foi sendo continuamente reduzida e encerrada até permanecer somente a ligação com Bauya, com malha de cerca de 110 km. Em 2020 a empresa privada abandonou a rede, que finalmente encerrou-se por completo.
Freetown é servida pelo Aeroporto Internacional de Lungi, que é o maior do país. Este fica ao norte, na cidade de Lungi, já fora da península de Freetown. Existe transporte regular por helicóptero e balsas da cidade para o aeroporto, transpondo a baía de Tangrin.

## Cultura e lazer

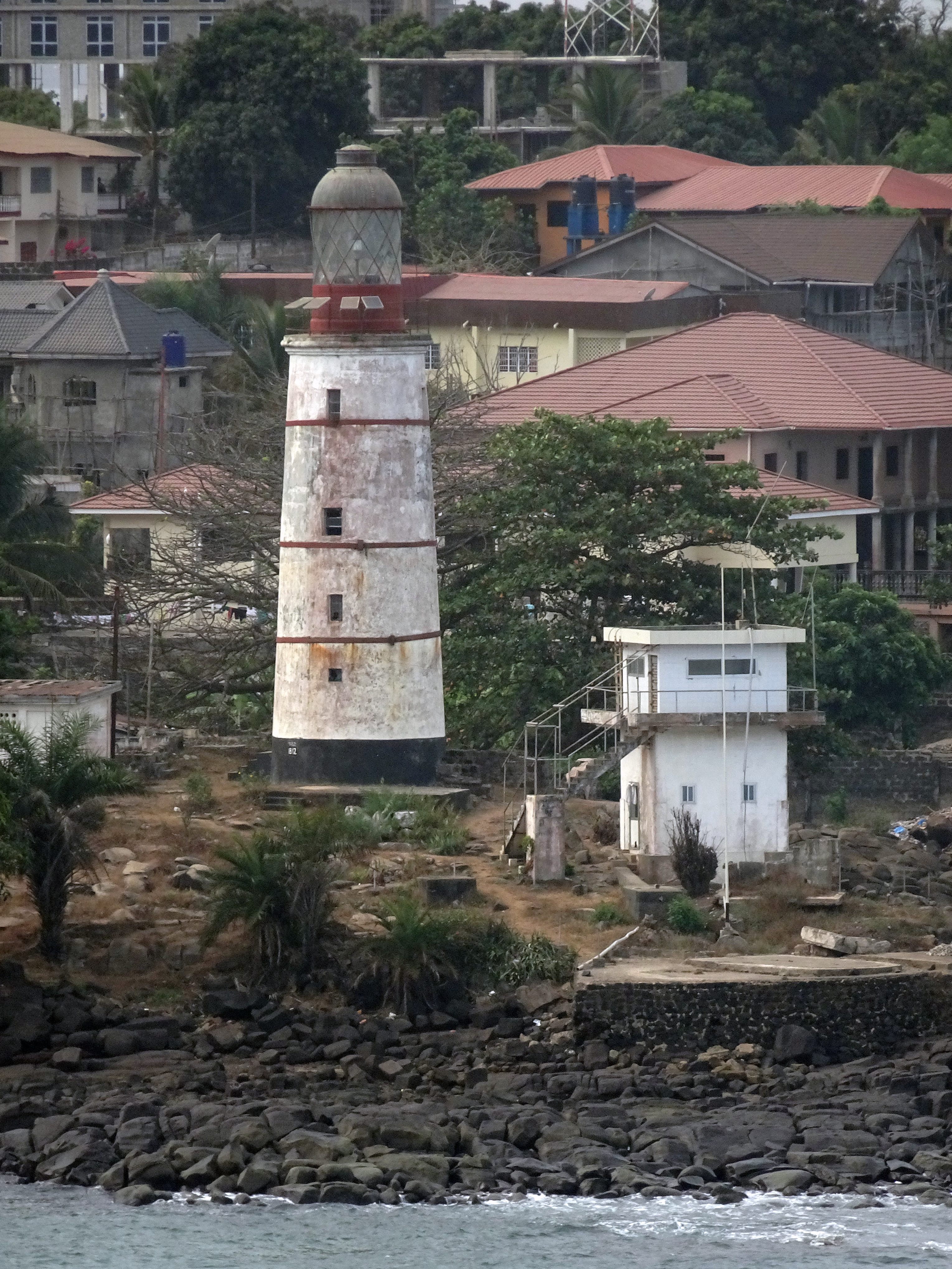
Farol do cabo da Serra Leoa.

Freetown também possui belas praias e o Museu de Serra Leoa, que possui grande acervo de arte africana.
Um dos pontos turísticos mais famosos de Freetown é o Algodoeiro (Cotton Tree). Segundo a população local, o Algodoeiro está no mesmo lugar desde 1787. Em volta dela foi construído o Museu de Freetown.
Outros edifícios famosos são os da Suprema Corte da Serra Leoa, o Portão dos Escravos e os Paços Portugueses. Há também igrejas como a dedicada a São João (construída em 1820).

### Desportos
O futebol é o esporte mais popular da cidade assim como em todo país, tendo nas equipes Kallon Football Club, East End Lions F.C. e Mighty Blackpool F.C. as maiores torcidas da cidade e do país. O maior estádio do país, o National Stadium, está na cidade.